# Боррель I (граф Пальярса)
Боррель I (исп. Borrell I de Pallars; ум. до 994) — граф Пальярса с 948 года. Сын Лопе I де Пальярс и его жены Готруды де Сердань.
Около 948 года после смерти отца и отречения его старшего брата Изарна I вступил в управление Пальярсом вместе с другими братьями — Рамоном и Суньером. П силу малолетства первое время все трое находились под опекой матери (до 963 года).
Жена — Эрментруда (Эрменгарда). В некоторых исследованиях называется дочерью Раймона I, графа Руэрга. Шестеро детей:
- Эрменгол I (ум. после 1030), граф Пальярса
- Гильом
- Изарн
- Мирон
- Ава
- Эрменгарда.

После смерти Борреля I Эрменгарда вышла замуж за его брата Суньера I, который стал править графством Пальярс вместе с Эрменголом I.